# Senioritis
Senioritis is een term die in de Verenigde Staten en Canada wordt gebruikt voor de verminderde motivatie die studenten vertonen tijdens het laatste jaar in middelbare scholen en universiteiten. Senioritis wordt niet binnen de medische zorg gebruikt, maar slechts als informele term, die bestaat uit het woord senior, Engels voor laatstejaars, en het achtervoegsel -itis, wat meestal duidt op een ontsteking binnen het jargon van medische zorg, maar in het dagelijks taalgebruik in het algemeen verwijst naar een ziekte. De letterlijke vertaling betreft dan ook: eindejaarsziekte. Het is een vorm van uitstelgedrag.

## Gevolgen
Senioritis kan ertoe leiden dat studenten zakken  op een eindexamen, waardoor ze minder kans krijgen op toelating tot een universiteit of hogeschool. Dit komt   vooral door het verlies in motivatie, wat leidt tot een verlies van concentratie. Dit kan mede ertoe leiden dat  informatie welke voor een examen of proefwerk is aangeleerd, makkelijk wordt vergeten. Hierdoor wordt de student minder voorbereid op de universiteit of hogeschool, waardoor deze ook daar minder goed zal presteren.
Het tijdsverschil tussen toelating tot de universiteit, die in maart of april wordt beslist, en de eindexamens, die meestal pas begin mei zijn, biedt een uitdaging voor eindejaars die worstelen met senioritis. Bovendien hebben sommige studies met aanvullende toelatingseisen belangrijke opdrachten die relevant zijn voor het curriculum, verspreid over het tweede semester, zodat studenten bezig blijven met een constante stroom van deadlines.

## Oplossingen
James Coleman, schrijver en voorzitter van het President's Panel of Youth, drong aan op veranderingen in het curriculum van de middelbare school om het probleem van senioritis aan te pakken. Deze zorgen leidden tot de invoering van een "senior semester" in veel middelbare scholen in de Verenigde Staten, waardoor eindejaars meer tijd buiten de school konden doorbrengen. In 1974 ontving de McKeesport Area High School in Pennsylvania bijvoorbeeld een beurs van de Richard King Mellon Foundation om een senior-semesterprogramma op te zetten.  Het evaluatierapport voor het Senior Semester-programma 1974-75 McKeesport Area Senior High School, McKeesport, Pennsylvania werd geproduceerd door het Office of Measurement and Evaluation, Universiteit van Pittsburgh, juli 1975. Het Director's Report for Senior Semester Program 1974-75 door Dr. Lester F. Jipp is te vinden op ERIC ED 157 165.
Jeugdorganisaties in de Verenigde Staten en Canada suggereren dat er veel manieren zijn waarop scholen jongeren kunnen helpen om hun best te doen tijdens hun examenjaar, in plaats van zich minder in te zetten zodra ze zijn afgestudeerd. Jongeren kansen geven om hun aan academische werk een maatschappelijk nut te hangen door middel van ondernemend leren, projectonderwijs of andere vormen van ervaringsgericht onderwijs, kan de academische ambities van studenten vergroten.